# 五十嵐未帆
五十嵐 未帆（いがらし　みほ、1997年1月17日 - ）は、日本の女子レスリング選手。千葉県出身。階級は48kg級と53kg級。身長155cm。妹の五十嵐彩季もレスリング選手。

## 来歴
小学校2年の時に兄の影響で関宿レスリングクラブで始めた。4年と5年の時に全国少年少女大会で優勝するも6年の時には2位にとどまった悔しさから、中学でもレスリングを続けることに決めた。中学時代は1年の時に全日本女子選手権（中学の部）34kg級で優勝すると、2年と3年の時にはJOC杯カデットの部38kg級及び40kg級で優勝した。至学館高校時代は1年の時に全国高校女子選手権43kg級とクリッパン女子国際大会カデットの部46kg級で優勝した。2年の時にはJOC杯カデットの部と全日本女子オープン選手権（高校生の部）で優勝するも、世界カデット選手権では3位だった。3年の時にはジュニアクイーンズカップ及びJOC杯のカデットの部とインターハイで優勝すると、世界カデット選手権でも優勝を果たした。2015年には至学館大学へ進学すると、ジュニアクイーンズカップ ジュニアの部と世界ジュニアで優勝した。ゴールデングランプリと全日本選手権でも3位に入った。2年の時にはジュニアクイーンズカップ ジュニアの部と世界ジュニアで2連覇を達成した。全日本選抜選手権と全日本選手権では3位、ゴールデングランプリでは2位だった。3年の時には全日本選抜選手権で決勝まで進むが、安部学院高校3年の須崎優衣に敗れた。全日本学生選手権では53kg級で優勝すると、初開催となった23歳以下の世界一を決める大会であるU-23世界選手権でも決勝で中国の選手に12－2でテクニカルフォール勝ちして、53kg級の初代世界チャンピオンとなった。全日本選手権では2位だった。4年の時には全日本学生選手権の53㎏級で2連覇すると、世界大学選手権でも優勝した。U-23世界選手権では50㎏級に出場すると、全試合をテクニカルフォール勝ちして2連覇を達成した。今大会では妹の五十嵐彩季も55㎏級で優勝したことにより、姉妹優勝を果たすことになった。2019年には明光ネットワークジャパン所属になると、2020年のアジア選手権では優勝を飾った。

## 主な戦績
- 2009年 -　全日本女子選手権（中学の部）優勝（34kg級）
- 2010年 -　ジュニアクイーンズカップ 中学生の部　3位（37kg級）
- 2010年 -　JOC杯カデットの部　優勝（38kg級）
- 2011年 -　ジュニアクイーンズカップ 中学生の部　3位（43kg級）
- 2011年 -　JOC杯カデットの部　優勝（40kg級）
- 2012年 -　ジュニアクイーンズカップ カデットの部　3位（43kg級）
- 2012年 -　全国高校女子選手権優勝（43kg級）

46kg級での戦績
- 2013年 -　クリッパン女子国際大会　カデットの部　優勝
- 2013年 -　JOC杯カデットの部　優勝
- 2013年 -　世界カデット選手権　3位
- 2013年 -　全日本女子オープン選手権（高校生の部）　優勝
- 2014年 -　ジュニアクイーンズカップ カデットの部　優勝
- 2014年 -　JOC杯カデットの部　優勝
- 2014年 -　世界カデット選手権　優勝
- 2014年 -　インターハイ　優勝

48kg級での戦績
- 2015年 -　ジュニアクイーンズカップ ジュニアの部　優勝
- 2015年 -　JOC杯ジュニアの部　2位
- 2015年 -　世界ジュニア　優勝
- 2015年 -　ゴールデングランプリ　3位
- 2015年 -　全日本選手権　3位
- 2016年 -　ジュニアクイーンズカップ ジュニアの部　優勝
- 2016年 -　全日本選抜選手権　3位
- 2016年 -　世界ジュニア　優勝
- 2016年 -　ゴールデングランプリ　2位
- 2016年 -　全日本選手権　3位
- 2017年 -　全日本選抜選手権　2位
- 2017年 -　全日本学生選手権　優勝（53kg級）
- 2017年 -　アジア・インドア＆マーシャルアーツ大会　2位
- 2017年 -　U-23世界選手権　優勝（53kg級）

50kg級での戦績
- 2017年 -　全日本選手権　2位
- 2018年 -　全日本選抜選手権　3位
- 2018年 -　全日本学生選手権　優勝（53kg級）
- 2018年 -　世界大学選手権　優勝（53kg級）
- 2018年 -　U-23世界選手権　優勝
- 2020年 -　アジア選手権　優勝
- 2021年 -　全日本選手権　3位

（出典）